# Sosnowiórka czerwona

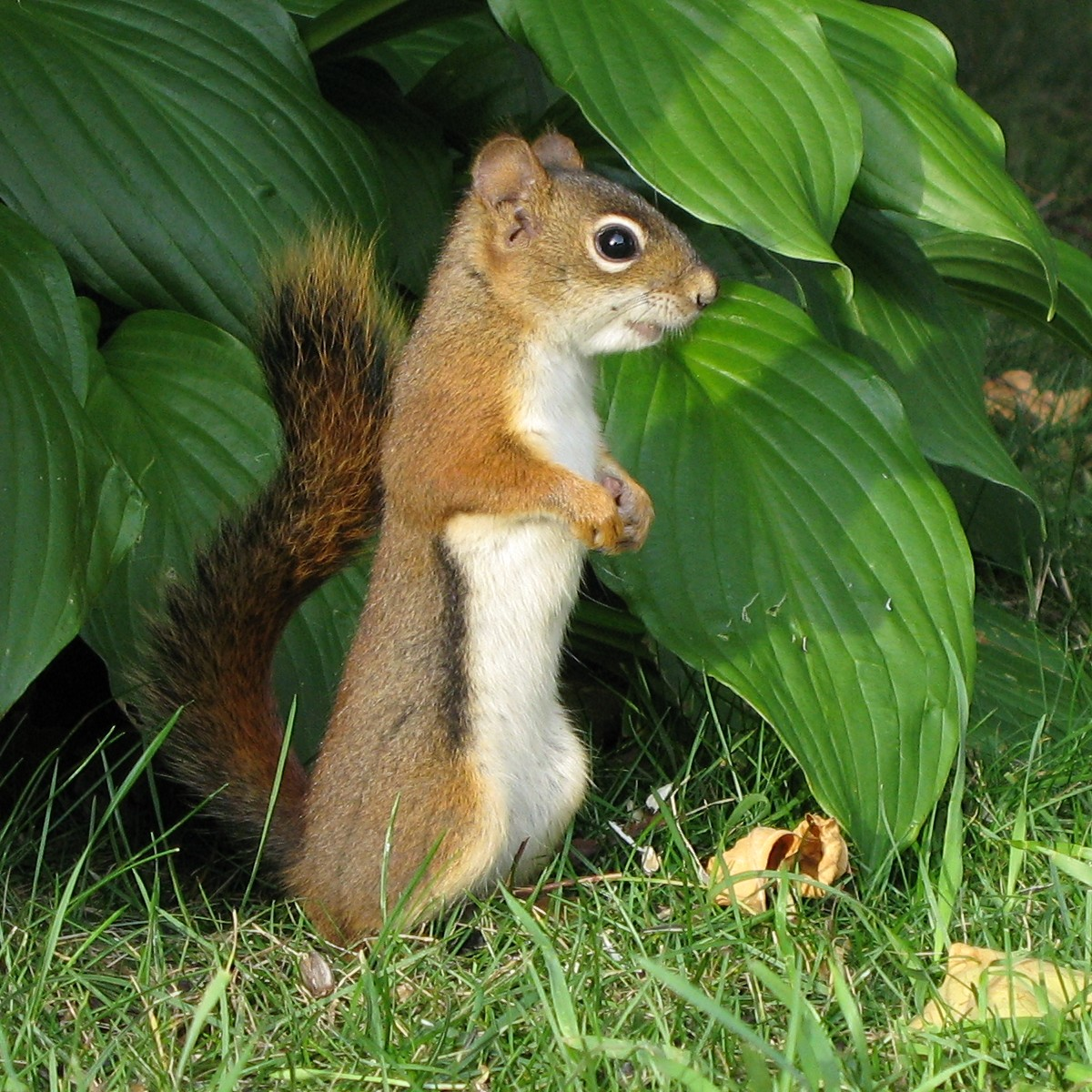

Sosnowiórka czerwona (Tamiasciurus hudsonicus) – gatunek gryzonia z rodziny wiewiórkowatych. Występuje w niemal całej Ameryce Północnej – od Alaski, przez Kanadę (aż do wybrzeży Atlantyku w Quebecu oraz Nowej Fundlandii i Labradorze) po Arizonę i Nowy Meksyk na południu oraz Georgię na południowym wschodzie Stanów Zjednoczonych.

## Wygląd
Czerwono-brązowe futro z białym brzuchem.
Średnie wymiary:
- długość ciała 17–23 cm,
- długość ogona 9–16 cm,
- masa ciała 140–360 g.

## Tryb życia
Dzienny tryb życia, żyje samotnie w lasach iglastych.
Żywi się głównie nasionami drzew iglastych. W niektórych regionach również zjada nasiona drzew liściastych. Żywi się też grzybami. Bierze udział w ich rozsiewaniu. Zdarza się jej zjadać jaja i pisklęta. Sama pada ofiarą przede wszystkim kuny amerykańskiej, a także innych ssaków i ptaków drapieżnych.
W północno-wschodniej części Stanów Zjednoczonych żyje w Appalachach, preferując ekoton między borami iglastymi z dominacją jodły balsamicznej a borami mieszanymi. 

## Status zagrożenia
W Czerwonej księdze gatunków zagrożonych Międzynarodowej Unii Ochrony Przyrody i Jej Zasobów gatunek ten został zaliczony do kategorii LC (najmniejszej troski). Nie ma poważniejszych zagrożeń dla populacji tego gatunku.

## Podgatunki
Wyróżnia się następujące podgatunki T. hudsonicus:

- T. hudsonicus hudsonicus (Erxleben, 1777)
- T. hudsonicus abieticola (A.H. Howell, 1929)
- T. hudsonicus baileyi (J.A. Allen, 1898)
- T. hudsonicus dacotensis (J.A. Allen, 1894)
- T. hudsonicus dixiensis Hardy, 1942
- T. hudsonicus fremonti (Audubon & Bachman, 1853)
- T. hudsonicus grahamensis (J.A. Allen, 1894)
- T. hudsonicus gymnicus (Bangs, 1899)
- T. hudsonicus kenaiensis A.H. Howell, 1936
- T. hudsonicus lanuginosus (Bachman, 1839)
- T. hudsonicus laurentianus Anderson, 1942
- T. hudsonicus loquax (Bangs, 1896)
- T. hudsonicus lychnuchus (Stone & Rehn, 1903)
- T. hudsonicus minnesota (J.A. Allen, 1899)
- T. hudsonicus mogollonensis (Mearns, 1890)
- T. hudsonicus palescens A.H. Howell, 1942
- T. hudsonicus petulans (Osgood, 1900)
- T. hudsonicus picatus (Swarth, 1921)
- T. hudsonicus preblei A.H. Howell, 1936
- T. hudsonicus regalis A.H. Howell, 1936
- T. hudsonicus richardsoni (Bachman, 1839)
- T. hudsonicus streatori (J.A. Allen, 1898)
- T. hudsonicus ungavensis Anderson, 1942
- T. hudsonicus ventorum (J.A. Allen, 1898)